# محمد العشوان
محمد العشوان (مواليد 14 نوفمبر 1995) هو لاعب كرة قدم سعودي لعب سابقاً في نادي الجيل.